# James Bradburne
James M. Bradburne (Toronto, 30 settembre 1955) è un architetto, museologo e funzionario britannico.
Da luglio 2015 a gennaio 2024 è stato il direttore generale della Pinacoteca di Brera e dell'annessa Biblioteca Braidense. A questo ruolo è stato chiamato tramite selezione internazionale del Ministero dei beni e delle attività culturali e del turismo, su iniziativa del ministro Dario Franceschini.

## Biografia
Nato in Canada ma cittadino britannico, ha studiato architettura prima in Canada, seguendo il Royal Architecture Syllabus Programme a Vancouver, e poi a Londra, presso la Architectural Association School of Architecture. Ha poi completato la sua formazione presso l'Università di Amsterdam e il Getty Leadership Institute for Museum Management.
Ha diretto, a vario titolo, diverse strutture museali o culturali: il newMetropolis science and technology centre di Amsterdam (09/1994 - 12/1998),  il Museum für angewandte Kunst di Francoforte sul Meno (01/1999 - 12/2002), la Next Generation foundation nel Regno Unito (01/2003 - 08/2006).
Più di recente, è stato a capo di importanti istituzioni museali italiane, ricoprendo la carica di direttore generale dapprima della Fondazione Palazzo Strozzi a Firenze (2006-2015), e in seguito della Pinacoteca di Brera e della Biblioteca Nazionale Braidense a Milano (2015-2024).